# Івановка (Біжбуляцький район)
Іва́новка (рос. Ивановка, башк. Ивановка) — присілок у складі Біжбуляцького району Башкортостану, Росія. Входить до складу Біжбуляцької сільської ради.
Населення — 60 осіб (2010; 70 в 2002).
Національний склад:
- чуваші — 29 %
- мордва — 27 %